# Christina Grimmie
Christina Victoria Grimmie, (12 tháng 3 năm 1994 – 11 tháng 6 năm 2016), là một nghệ sĩ dương cầm và ca sĩ, nhạc sĩ người Mỹ, Grimmie nổi tiếng với việc hát lại các bài hát hit của ca sĩ như Miley Cyrus, Demi Lovato, Selena Gomez, Christina Aguilera, Justin Bieber, Katy Perry.... Tháng 6 năm 2011, cô phát hành đĩa đơn đầu tay của cô, "Find Me". Tháng 8 năm 2012, Grimmie cũng tiết lộ rằng cô sẽ thành lập một ban nhạc mới tên là Rising Tide, các thành viên là những người bạn của cô ở New Jersey. Năm 2014, cô đã tham gia vào mùa giải thứ sáu của The Voice (đài NBC)
Ngày 10 tháng 6 năm 2016, Grimmie bị một kẻ lạ mặt nã súng sau một đêm nhạc Before You Exit ở Orlando, Florida. Kẻ tình nghi cũng tự nổ súng kết liễu đời mình. Cô nhập viện trong tình trạng nguy kịch và qua đời vài giờ sau đó.

## Tiểu sử
Grimmie sinh ra và lớn lên ở Marlton, New Jersey .Cô là người gốc Ý và Romania . Cô bắt đầu chơi piano lúc mười tuổi  và đam mê ca hát từ lúc năm tuổi,cha của cô bắt đầu chú ý đến tài năng của cô từ khi cô 6 tuổi. Grimmie là một tín đồ Cơ Đốc giáo.

## Nổi tiếng trên Youtube
Christina Grimmie được biết đến nhiều với bản cover "Just a Dream"của Nelly cùng với Sam Tsui,thu hút khoảng 119 triệu lượt xem trên Youtube.Video đầu tiên của cô là bản cover "Don't Wanna Be Torn" vào năm 2009.Tháng 8 năm 2009,cô thực sự trở thành ngôi sao trên Youtube với bản cover "Party in the U.S.A."  của Miley Cyrus .
Tính đến ngày 28 tháng 4 năm 2013,cô đã sở hữu hơn 375 triệu lượt xem cùng với 2,6 triệu lượt đăng ký theo dõi..Cô cũng giành vị trí thứ 2 tại cuộc thi MyYoutube,đứng sau Selena Gomez và đứng trước Rihanna, Nicki Minaj, Justin Bieber. Với sự nổi tiếng ngày càng tăng của cô trên Youtube,Grimmie đã được phát hiện bởi cha dượng của Gomez,Brian Teefey,và trở thành người quản lý của cô .

## Sự nghiệp
Grimmie biểu diễn tại UNICEF charity concert năm 2011 ,cô biểu diễn cùng với Selena Gomez & the Scene.Sau đó Gomez trở thành người cố vấn cho Grimmie.Cô cũng xuất hiện trong  Billboard Social 50 .Cô cũng tham gia hát mở màn cho Selena Gomez & the Scene, Allstar Weekend và Jonas Brothers, tại Concert of Hope.Sau đó,cô đã tham gia trong 6 tuần với Selena Gomez & the Scene và hát mở màn cho họ tại We Own the Night Tour.
Ngày 14 tháng 6 năm 2011,cô cho ra mắt đĩa EP "Find Me".
Ngày 10 tháng 10 năm 2011,cô xuất hiện trong The Ellen DeGeneres Show,biểu diễn cùng với Tyler Ward bài "How to love" của Lil Wayne .Ngày 20 tháng 11 năm 2011,Grimmie biểu diễn tại American Music Awards of 2011 lần thứ 39 cùng với Taio Cruz.Ngoài ra cô còn biểu diễn ca khúc 'Not Fragile' cùng với Selena Gomez & the Scene tại American Music Awards 2011 Coca-Cola Red Carpet Show .Ngày 11 tháng 12 năm 2011,Grimmie là khách mời đặc biệt trong chương trình So Random! của Disney Channel,cô đã biểu diễn ca khúc 'Advice'.
Tháng 12 năm 2012 cô chuyển đến sống tại Los Angeles,sau đó Grimmie đã ký hợp đồng với hãng Creative Artists Agency.Trên Disney.com cô xuất hiện trong chương trình "Power Up: with Christina Grimmie",phát sóng từ 29 tháng 3 năm 2012 đến 5 tháng 6 năm 2012. Ngày 6 tháng 8 năm 2013,Cô biểu diễn mở màn cho Selena Gomez & the Scene tại Stars Dance Tour,,và biểu diễn ca khúc trong Album thứ hai của cô,"With love".

#### 2014 – 2016:The Voice
Grimmie tham gia vào mùa giải thứ sáu của The Voice US (đài NBC),tại vòng "Giấu mặt" cô đã biểu diễn ca khúc "Wrecking Ball" của Miley Cyrus. Tất cả bốn huấn luyện viên, cụ thể là Adam Levine, Usher, Shakira, và Blake Shelton đều đã lựa chọn và muốn dành cho cô một vị trí trong đội của họ, nhưng cô đã chọn Adam Levine .

##### Biểu diễn trên The Voice
| Vòng                | Bài hát                                          | Kết quả                                                       | Ghi chú       |
| ------------------- | ------------------------------------------------ | ------------------------------------------------------------- | ------------- |
| Thử giọng giấu mặt  | "Wrecking Ball"                                  | Cả bốn chiếc ghế của HLV xoay lại và Grimmie chọn Adam Levine |               |
| Vòng đấu loại       | "I Knew You Were Trouble"                        | Chiến thắng                                                   |               |
| Vòng loại trực tiếp | "Counting Stars"                                 | Chiến thắng                                                   |               |
| Đêm thi trực tiếp   | "I Won't Give Up"                                | Chiến thắng                                                   |               |
| Top 12              | "Dark Horse"                                     | An toàn                                                       |               |
| Top 10              | "Hold On, We're Going Home"                      | An toàn                                                       | Top 10 iTunes |
| Top 8               | "How to love"                                    | An toàn                                                       | Top 10 iTunes |
| Top 5               | "Hide and Seek"                                  | An toàn                                                       |               |
| Top 5               | "Some Nights"                                    | An toàn                                                       |               |
| Chung kết           | "Wrecking Ball"                                  | Giải ba                                                       |               |
| Chung kết           | "Somebody That I Used to Know" (với Adam Levine) | Giải ba                                                       | Top 10 iTunes |
| Chung kết           | "Can't Help Falling in Love"                     | Giải ba                                                       | Top 10 iTunes |

## Ảnh hưởng
Grimmie đã nói rằng cảm hứng âm nhạc của cô đến từ nghệ sĩ Stacie Orrico,"Stacie Orrico sở hữu một giọng hát tuyệt vời,và tôi đã bị nó quyến rũ.Tôi nghĩ lý do tôi cố gắng để có một giọng hát truyền cảm là vì ảnh hưởng rất lớn từ cô ấy.Tôi rất muốn có giọng hát giống như cô ấy" 
Ngoài ra,Grimmie cũng ngưỡng mộ giọng ca của Beyoncé.Dòng nhạc yêu thích của cô là dubstep,nhạc DJ,rock 'n roll và rock,cô thường nghe nhạc của các nghệ sĩ như  Metallica, Pantera, Iron Maiden,và Tool.

## Danh sách nhạc

### Album phòng thu
| Tên       | Thông tin                                                                                                 | Xếp hạng | Xếp hạng | Xếp hạng |
| Tên       | Thông tin                                                                                                 | US       | US Indie | CAN      |
| --------- | --- | -------- | -------- | -------- |
| With Love | - Ngày phát hành: 06-08- 2013 - Hãng phát hành: Creative Artists Agency - Định dạng: CD, digital download | 101      | 20       | —        |

### Đĩa EP
| Tên     | Thông tin                                                                                                 | Xếp hạng | Xếp hạng | Xếp hạng |
| Tên     | Thông tin                                                                                                 | US       | US Indie | CAN      |
| ------- | --- | -------- | -------- | -------- |
| Find Me | - Ngày phát hành: 14-06-,2011 - Hãng phát hành: Creative Artists Agency - Định dạng: CD, digital download | 35       | 6        | 44       |

### Đĩa đơn
| Năm  | Tên                  | Album     |
| ---- | -------------------- | --------- |
| 2011 | "Advice"             | Find Me   |
| 2011 | "Liar Liar"          | Find Me   |
| 2012 | "Find Me (Stripped)" | Find Me   |
| 2013 | "Tell My Mama"       | With Love |
| 2013 | "Feelin' Good"       | With Love |

### Video âm nhạc
| Năm  | Tên            | Album     |
| ---- | -------------- | --------- |
| 2011 | "Advice"       | Find Me   |
| 2013 | "Tell My Mama" | With Love |
| 2013 | "Feelin' Good" | With Love |

## Sự nghiệp phim ảnh
| Năm  | Tên                             | Nhân vật |
| ---- | ------------------------------- | -------- |
| 2011 | So Random!                      | Bản thân |
| 2011 | The Click Clique                | Bản thân |
| 2012 | Power Up with Christina Grimmie | Tổ chức  |
| 2012 | Remixed                         | Bản thân |
| 2012 | Dancing With the Stars          | Ca sĩ    |
| 2013 | Dancing With the Stars          | Ca sĩ    |

## Giải thưởng và đề cử
| Năm  | Giải thưởng                   | Hạng muc                         | Outcome   |
| ---- | ----------------------------- | -------------------------------- | --------- |
| 2011 | American Music Awards         | New Media Honoree (Female)       | Đoạt giải |
| 2011 | Youth Rock Awards 2011        | Rockin’ Indie Artist of the Year | Đoạt giải |
| 2012 | Intense Radio's Music Awards  | Best Female Cover Artist         | Đoạt giải |
| 2012 | Intense Radio's Talent Awards | Best Female Cover Artist         | Đề cử     |
| 2012 | Intense Radio's Talent Awards | Overall Best Cover Artist        | Đề cử     |
| 2013 | Radio Disney Music Awards     | Biggest Viral Artist             | Đề cử     |
| 2013 | Grimmex Radio's Talent Awards | Best Female Cover Artist         | Đề cử     |

## Tour lưu diễn
Mở màn
- Selena Gomez & the Scene – We Own the Night Tour (2011)
- Selena Gomez – Stars Dance Tour (2013)

## Website
- Website chính thức
- Christina Grimmie trên IMDb